# 周達 (景泰進士)
周達（1416年—？），字翔鳳，江西吉安府安福縣人，軍籍，明朝政治人物。進士出身。

## 生平
江西鄉試第六十八名。景泰二年（1451年）辛未科會試第一百六十七名，殿試登進士第二甲第五十八名。

## 家族
曾祖父周以忠。祖父周明德。父亲周奇節。